# Wojciech Pietranik
Wojciech Pietranik (ur. 25 marca 1950 w Gdańsku) – polski rzeźbiarz i medalier, projektant medali olimpijskich z Sydney 2000, na stałe mieszkający w Australii.

## Życiorys
W latach 1970–1975 studiował na Wydziale Rzeźby PWSSP w Gdańsku. W 1975 otrzymał dyplom ukończenia studiów ze specjalizacją rzeźba monumentalna. Stypedysta Szkoły medalierskiej w Rzymie. W 1985 roku wyemigrował na północ do Australii, od 1987 roku na stałe przeprowadził się do Canberry, gdzie jest twórcą projektów i rzeźbiarzem mennicy "Royal Australian Mint". Jest zwycięzcą konkursu na projekt medalu Igrzysk Olimpijskich w Sydney. W 2010 roku w federalnej mennicy Royal Australian Mint w Canberze odbyła się wystawa 20-lecie pracy twórczej rzeźbiarza.

## Wybrane medale i monety okolicznościowe
- 2007/2008: Moneta Międzynarodowy Rok Badań Polarnych (International Polar Year, Polar Exploration) Australia
- 2007: Medal "BETWEEN SUNSET AND SUNRISE"[3] Australia
- 2007: Medal 60th Anniversary of Australian Peacekeeping
- 2007: Moneta 75th Anniversary of the Sydney Harbour Bridge Australia
- 2009: Moneta Centenary of Commonwealth Age Pension Australia
- 2007: Moneta APEC Australia 2007
- 2005: Moneta Remembrance: 60th Anniversary of the end of World War II
- 2005: Moneta 60. rocznica zakończenia II wojny światowej (60th anniversary of the end of World War II)
- 2004: Moneta 150th Anniversary of Eureka Stockade (Ballarat 1854) Australia
- 2003: Moneta Wolontariat w Australii (Australia's Volunteers)
- 2003: Moneta Rocznica weteranów wojny w Wietnamie (Anniversary of Vietnam War Veterans) Australia
- 2003: Moneta 50th Anniversary of the Coronation of Queen Elizabeth II
- 2002: Moneta (Year of the Outback) Australia
- 2002: Moneta 50 cent (50th Anniversary of the Accession of Queen Elizabeth II)
- 2002: Moneta Year of the Outback Australia
- 2001: Moneta Międzynarodowy Rok Wolontariatu (International Year of the Volunteer) Australia
- 2001: Moneta Stulecie Federacji (Centenary of Federation) Australia
- 2000: Medal Letnie Igrzyska Olimpijskie 2000
- 2000: Medal Centenary of Australia's first Victoria Cross Australia
- 1999: Moneta Międzynarodowy Rok Osów Starszych" (International Year of Older Persons) Australia
- 1999: Moneta The last ANZACs. Australia
- 1997: Moneta Sir Charles Kingsford Smith Birth Centenary Australia
- 1997: Moneta Sir Charles Kingsford Smith Birth Centenary Australia
- 1996: Moneta Sir Henry Parkes Centenary Australia

## Wystawy
- styczeń 2010: Wystawa 20-lecie pracy twórczej rzeźbiarza: "Royal Australian Mint" Canberra[4]